# Alcaucín
Alcaucín est une commune située dans la province de Malaga, dans la communauté autonome d'Andalousie, en Espagne. On trouve notamment sur le territoire de la commune un site préhistorique qui a livré l'un des derniers témoignages de la présence néandertalienne en Europe.

## Géographie
Alcaucín fait partie de la comarque Axarquía - Costa del Sol Oriental. Elle est située à 56 km de Malaga et à 507 km de Madrid.

## Préhistoire
La grotte du Boquete (cueva del Boquete en espagnol, grotte de la Brèche en français), découverte en 1979, est considérée comme l'un des sites néandertaliens les plus récents d'Europe.

## Histoire
Andujar Cazorla…Kenitra[pas clair]

## Démographie
Évolution démographique d'Alcaucín depuis 1991
Source : INE

## Administration
| Période                                  | Période | Identité | Étiquette | Qualité |
| ---------------------------------------- | ------- | -------- | --------- | ------- |
| N/A                                      | N/A     | N/A      | N/A       | Maire   |
| Les données manquantes sont à compléter. |         |          |           |         |